# Luther Carrington Goodrich
Luther Carrington Goodrich (Tungcsou, 1894. szeptember 21. – Aurora, 1986. augusztus 10.) amerikai sinológus.

## Élete és munkássága
L. Carrington Goodrich protestáns misszionárius szülők gyermekeként Kínában született 1894-ben. Átélte a külképviseletek ostromát a bokszerlázadás idején, amelyre még idős korában is emlékezett, mint az esemény utolsó túlélője. Tanulmányait is Kínában kezdte, majd az ohiói Williams College-ban végzett 1917-ben. Az első világháború végén belépett az Egyesült Államok hadseregébe és Franciaországban teljesített szolgálatot, mint az ország újjáépítésében segédkező hadtest tagja. 1920-ban beiratkozott a Columbia Egyetemre, de hamarosan, tanulmányait megszakítva Kínába utazott és a Rockefeller Alapítvány kínai orvosi kamarájánál dolgozott. 1927-ben szerzett doktori fokozatot a Columbia Egyetem, ahol 1945-ben professzornak nevezték ki. Vendégprofesszorként megfordult indiai, japán és ausztrál egyetemeken is. 1956-1957-ben az Association for Asian Studies elnöki tisztjét is betöltötte. Fő kutatási területe a kínai történelem volt, termékeny tudósként jelentős mennyiségű publikáció fűződik a nevéhez, amelyek közül az egyik legjelentősebb a Ming-kori személyek életrajzát tartalmazó enciklopédia, a Dictionary of Ming Biography, 1368–1644.

### Főbb művei
- A Syllabus of the History of Chinese Civilization and Culture. (Henry C. Fenn-nel), NY: The China Society of America, 1929
- "Chinese Studies in the United States," Chinese Social and Political Science Review 15 (April 1931): 62-77.
- The Literary Inquisition of Ch'ien-Lung. Baltimore: Waverly Press, American Council of Learned Societies Studies in Chinese and Related Civilizations, 1935)
- A Syllabus of the History of Chinese Civilization and Culture. (Henry C. Fenn-nel) New York: The China Society of America, 3d, 1941
- A Short History of the Chinese People. (New York,: Harper, Rev., 1951)
- Japan in the Chinese Dynastic Histories: Later Han through Ming Dynasties. (South Pasadena Calif.: P.D. and I. Perkins, Perkins Asiatic Monographs, 1951)
- "Archaeology in China: The First Decades," The Journal of Asian Studies 17.1 (1957): 5-15
- A Syllabus of the History of Chinese Civilizaton and Culture. (Henry C. Fenn-nel) New York: China Society of America, 6th, 1958
- A Short History of the Chinese People. (New York,: Harper & Row, Harper Torchbooks University Library 3d, 1963)
- The Literary Inquisition of Ch'ien-Lung. (New York,: Paragon Book Reprint Corp., American Council of Learned Societies Studies in Chinese and Related Civilizations, 2d, 1966)
- A Short History of the Chinese People. (W. A. C. Adie-vel) London, Allen & Unwin, 3rd, 1969 ISBN 0049510150
- Der Gegenwärtige Stand Der Gutenberg-Forschung. Hrsg. Von Hans Widmann. Mit Beiträgen Von L. Carrington Goodrich [Et Al.]. (Stuttgart,: A. Hiersemann, Bibliothek Des Buchwesens, 1972) ISBN 3777272256
- Dictionary of Ming Biography, 1368-1644. (New York: Columbia University Press, 1976) ISBN 0231038011